# Louis de Vanens
Louis de Vanens (1647-diciembre de 1691) fue un alquimista y envenenador francés implicado en el conocido como asunto de los venenos. Fue su conexión con Magdelaine de La Grange lo que hizo sospechar a la policía de París sobre la existencia de una organización ilegal de distribuidores de veneno.

## Actividad
Vanens, quien se hacía llamar Chevalier de Vanens, había llegado a París procedente de Arlés. Fue arrestado por orden directa del marqués de Louvois el 5 de diciembre de 1677, tras haber declarado que era capaz de fabricar oro y de haber sido visto con un billete de 200.000 libras. En relación con su arresto, su valet, La Chaboissiere, y el banquero Pierre Cadelan, quien firmó el billete, fueron tomados bajo custodia. En 1678, la amante de La Chaboissiere, Jeanne Leroy, fue arrestada junto al alquimista Dalmas y su amante, Louise Duscoulcye. Leroy testificó que La Chaboissiere y Vanens eran envenenadores profesionales y que Cadelan se encargaba de la distribución del veneno. También confesó que tanto ella como Duscoulcye habían cometido un asesinato. Se sabía que La Chaboissiere había visitado al abate Nail, cómplice de la envenenadora Magdelaine de La Grange, en prisión. Esta conexión entre Vanens y de La Grange provocó las sospechas de la policía de que Vanens era el líder de una organización internacional de asesinos, así como parte de una red de envenenadores en París.

## Implicación
El 17 de mayo de 1678, el noble Robert de Bachimont y su esposa Marie fueron arrestados en Lyon a raíz de su vinculación con Vanens. Ambos declararon haberse familiarizado con Vanens en París en 1674, después de haberle visto convertir metal en oro. Vanens les contó que había aprendido alquimia de Francois Galaup de Chasteuil. El matrimonio testificó que en junio de 1675 acompañó a Vanens a visitar a Chasteuil en Turín, con el fin de adquirir ingredientes para la práctica de la alquimia. Tras su regreso a París, Vanens desapareció. El matrimonio Bachimont regresó a Turín, donde visitaron de nuevo a Chasteuil con el objetivo de participar en experimentos de alquimia. A su regreso a Lyon, la policía ya sospechaba que tanto Vanens como el matrimonio habían envenenado a Carlos Manuel II, duque de Saboya, quien había fallecido dos días después de que el matrimonio hubiese salido de Turín, sospechando también que la pareja había regresado posteriormente para recoger su recompensa. El informe oficial sobre la muerte del duque de Saboya fue remitido a Francia por el conde de Saint Maurice, amante de la viuda del duque, María Juana Bautista de Saboya. Saint Maurice visitó a La Chaboissiere durante su estancia en París.

## Investigación
Vanens, sin haber sido sometido a juicio, fue encarcelado en la Bastilla durante el asunto de los venenos, a la espera de evidencias, por parte de la policía, para poder incriminarlo. A pesar de haber sido vinculado con varios de los acusados, no se presentaron cargos contra él, siendo llevado a juicio en abril de 1682. Por aquel entonces, Vanens fue descrito como mentalmente deteriorado, posiblemente enfermo mental. Fue acusado, entre otras cosas, de haber vendido pócimas para prolongar el amor y encontrar tesoros perdidos.
Las sospechas sobre su posible autoría en la muerte del duque de Saboya no fueron mencionadas debido a que se trataba de un tema considerado sensible a nivel internacional. Condenado inicialmente a galeras, el temor a que pudiese hablar sobre el asesinato del duque provocó que su sentencia fuese conmutada por cadena perpetua en St Andre de Salins, donde se reunió con Roger y Marie de Bachimont. Pierre Cadelan fue condenado a la misma pena. Leroy y La Chaboissiere fueron ejecutados, mientras que Dalmas fue encerrado en un asilo.